# جوني ويستون
جوني ويستون (بالإنجليزية: Jonny Weston)‏ هو ممثل أمريكي، ولد في 1988 بتشارلستون في الولايات المتحدة.

## أعمال

### أفلام
- (2012) عن تشيري[3]
- (2015) تيكن 3
- (2015)  متمردة[4]
- (2015) مشروع سجل الأيام[5]
- (2015) نحن أصدقاؤك
- (2016)  المخلصة[6][7]

## وصلات خارجية
- جوني ويستون على موقع IMDb (الإنجليزية)
- جوني ويستون على موقع قاعدة بيانات الفيلم (الإنجليزية)